# 大林かおる
大林 かおる（おおばやし かおる、1955年10月30日 - ）は、日本の漫画家。京都府出身。

## 経歴
1973年、『週刊少年ジャンプ』掲載の「トラがやってくる」でデビュー。1981年、「うわさの刑事ちゃん」で第2回藤子不二雄賞（現小学館新人コミック大賞児童部門）を受賞。その後は『月刊コロコロコミック』にて「ラジコンボーイ」「ラジコンリッキー」などのラジコン漫画を連載。現在は、漫画版「その時歴史が動いた」シリーズなどの執筆や、実話誌などで執筆している。 

## 作品リスト

### 連載作品
- ラジコンボーイ『月刊コロコロコミック』（全17巻）
- ラジコンリッキー『月刊コロコロコミック』（全2巻）

### その他
- ヒーロースペシャル（全2巻）
- その時歴史が動いた（漫画版）
- 豊臣秀吉 足軽から知恵ひとつでかけ上がった天下人（シナリオ：千葉幹夫）
- ヤクザに学ぶシリーズ
  - ヤクザに学ぶ交渉術 度胸編
  - ヤクザに学ぶ指導力 研修編
  - ヤクザに学ぶ恋愛交渉術 純情編
  - ヤクザに学ぶ交渉術 勝利編
  - ヤクザに学ぶ指導力 カリスマ編
  - ヤクザに学ぶできる男の条件 成功編
  - ヤクザに学ぶビジネス戦闘術 必勝編
- コンビニのひみつ（学研 まんがでよくわかるシリーズ）